# StarCraft
StarCraft е игра в жанр реално-времева стратегия. Играта е издадена на 31 март 1998 г. от Blizzard Entertainment. Добива голяма и продължителна популярност. Получава наградата Компютърна игра на годината от Академията по интерактивни изкуства и науки (Academy of Interactive Arts & Sciences).
Единственото разширение към играта е Brood War, издадено на 30 ноември 1998 г., в което се добавят нови единици от различните три раси: Земляни (Terran), Зерги (Zerg) и Протоси (Protoss).
Над 10 милиона копия са продадени от StarCraft и StarCraft: Brood War.
Сюжетната линия проследява война между три галактически вида: приспособимите и подвижни терани, които са наследници на човешки изгнаници от Земята, артроподоподобните зерги и псионичните хуманоиди протоси.
Въпреки че задачите, които стоят пред играча, за да спечели дадена игра могат да са различни, обикновено мисията е да бъдат унищожени всички сгради на врага. В мултиплейър режим (играч срещу играч) игрите обаче, губещият най-често напуска играта преди това да се случи, като е прието преди това да се изписва поздрава „GG“. Терминът „GG“ произлиза от „Good Game“ и е алтернатива на ръкостискането между играчите в други спортове.
В годините след излизането на StarCraft: Brood War играта набира огромна популярност в Южна Корея и дори бива обявена за национален спорт. Появяват се термини като електронен спорт, прогейминг, създават се отбори и турнири, като играта в голяма степен се приема повече като спорт и работа, отколкото просто като забавление.
На 27 юли 2010 г. излиза продължението на играта – StarCraft II.